# Kresten Refslund Thomsen
Kresten Refslund Thomsen, född 19 augusti 1884 i Broager (Preussen), död 10 januari 1960 i Åbenrå (Danmark), var en dansk redaktör, landshövding och kammarherre. Han var storkorsriddare av Dannebrogsorden och tilldelades även ordens hederskors.

## Tidiga år
Kresten Refslund Thomsen kom till USA som femåring då hans far utövade sitt prästämbete där. Vid sin hemkomst till Danmark blev han elev vid Haderslev latinskole och var där fram till 1902, då han och en kamrat blev bortvisade på grund av sina nationalpolitiska ståndpunkter. De förvägrades också tillgång till gymnasieutbildning vid alla gymnasieskolor i Preussen, och Refslund Thomsen flyttade till Köpenhamn för att kunna ta en studentexamen. Han började sedan studera vid Köpenhamns Universitet och blev efter avlagd examen cand. polit. 1907. Han reste därefter till Berlin för att studera förvaltningsrätt vid universitetet och träffade där Hans Peter Hanssen, som drev ett optantkontor och var chefredaktör för den danskspråkiga tidningen Heimdal. Efter studierna anställdes Refslund Thomsen av tidningens redaktion i Åbenrå, och var sedan redaktör 1910-1920. I samband med detta blev han knuten till Hanssens dansksinnade förening, Nordslesvigsk Vælgerforening, som konsult 1908-1919. Han träffade Hanssens dotter, Ingeborg Hanssen, som han gifte sig med 1911.

## Senare år
År 1915 blev han inkallad till militärtjänstgöring i Königsberg och blev sårad vid östfronten. Han arbetade därefter vid civilförvaltningen i Östpreussen 1917-1918. Därefter återvände han med familjen till Nordslesvig och blev landsråd i Åbenrå Amt vid tiden för folkomröstningen om Slesvig på uppdrag av Commission Internationale de Surveillance du Plébiscite Slesvig (CIS). Han blev därefter landshövding för Åbenrå amt 1920-1932 och Aabenraa-Sønderborg Amt 1932-1954, samt polisadjutant för de sydjylländska landsdelarna 1935-1944. Vid de två senare uppdragen hade han till uppgift att driva en kurs gentemot den tyska minoriteten som gjorde att de inte fick någon anledning att kräva en ändrad gränsdragning mellan Nord- och Sydslesvig. Han följde den danska samarbetspolitiken med den tyska ockupationsmakten under andra världskriget, såväl i egenskap av statstjänsteman som i sin personliga övertygelse. Han blev arresterad 26 maj 1944, misstänkt för spionage och deltagande i en militär aktion, men blev frisläppt. Vid krigsslutet 1945, då Danmark återfick sin självständighet, utsattes han för en förödmjukande behandling av den danska motståndsrörelsen för att ha samarbetat med den tyska övermakten. Under de rättsliga uppgöranden som följde efter krigsslutet intog han en försonlig hållning gentemot den tyska minoriteten. Som medlem av den sydjylländska skolkommissionen 1945-1946 försökte han förgäves att få det särskilda skolsystemet för den tyska minoriteten bevarad.

## Övriga förtroendeposter
- Ordförande för Over-landvæsenskommissionen for Aabenraa amt, 1920-1950
- Styrelseordförande för Sparekassen for Aabenraa By og Amt, 1920-1955
- Ordförande för Den sønderjydske realkreditkommission af 1925
- Ordförande för Kontrolkomitéen i Sønderjydsk Hypoteklånefond
- Ordförande för Direktionen for statshospitalet i Sønderborg, 1931-1954
- Justitieministeriets inspektör vid Bygningsbrandforsikringen i de sønderjydske Landsdele, 1931-1954
- Styrelsemedlem för Lånekassen for Sønderjylland, 1947
- Styrelsemedlem för A/S Det kgl. octr. alm. Brandassu-ranee-Compagni, 1934
- Representationsmedlem för Kbhvns Handelsbank, 1936